# Zaričovo
Zaričovo (ukrajinsky Зарічово, do roku 1995 Зарічеве, rusínsky Зарѣчово, česky Zaričov, slovensky Záriečie, maďarsky Drugetháza) je obec v perečínské územní komunitě v  užhorodském okrese Zakarpatské oblasti Ukrajiny.Obec leží na levem břehu řeky Uh. V roce 2025 zde žilo 2 283 obyvatel.

## Historie
První písemná zmínka o obci pochází z roku 1551. Do uzavření Trianonské smlouvy byla obec součástí Uherska, poté součástí Československa. Od roku 1945 byla součástí Ukrajinské sovětské socialistické republiky, která byla součástí SSSR. Od roku 1991 je součástí nezávislé Ukrajiny.

## Zajímavosti
- Chrám Narození Matky Boží
- Ženský klášter ukrajinské pravoslavné církve[5]
- Etnografické muzeum – lemkovská selská usedlost[6]

## Osobnosti
- Ivan Harajda (1905-1944), lingvista, překladatel